# Мангаля, Эльяким
Эльяки́м Ханс Мангаля́ (фр. Eliaquim Hans Mangala; 13 февраля 1991, Коломб, Иль-де-Франс, Франция) — французский и бельгийский футболист, центральный защитник клуба «Эшторил-Прая». Участник чемпионата мира 2014 года и серебряный призёр чемпионата Европы 2016 года в составе национальной сборной Франции.

## Клубная карьера

### Ранние годы
Эльяким Мангаля родился в небольшом французском городке Коломб, расположенном в 10 км от Парижа. Родители Эльякима — эмигранты из ДР Конго. В 1996 году семья переехала во франкоязычный валлонский Намюр в южной части Бельгии, где мальчик в возрасте пяти лет начал заниматься футболом — сначала в детской академии «Люстена», затем в «Вепьоне» и «Намюре», выступавшем в третьем дивизионе.
В 2006 году Эльяким переехал в Льеж для обучения во франкоязычной школе «Варем», где познакомился с техническим директором детской академии «Стандарда». Тот порекомендовал футболиста к просмотру в юношеской команде, и в июне 2007 года Мангаля присоединился к игрокам «Стандарда» (до 17 лет), подписав полупрофессиональный контракт на три года. Через полгода футболист, наигрывающийся на позиции опорного полузащитника, пополнил ряды юношей до 19 лет.
Сезон 2008/09 Мангаля начал в молодёжной команде «Стандарда». Хорошие выступления в товарищеских матчах против бельгийских команд до 21 года и отлично проведённая игра с французским «Гавром» позволили Эльякиму 22 октября 2008 года подписать с льежским клубом пятилетний профессиональный контракт, а руководство «Стандарда» назвало француза «новым Феллайни» и «новым Дефуром».

### «Стандард»
31 октября 2008 года Мангаля впервые попал в заявку на матч чемпионата Бельгии против «Шарлеруа», 6 ноября Эльяким оказался на скамейке запасных в игре группового этапа Кубка УЕФА с «Севильей».
Дебют Мангаля в профессиональном футболе состоялся 3 декабря 2008 года в том же Кубке УЕФА — при счёте 3:0 в пользу бельгийцев в поединке с «Сампдорией» наставник льежцев Ласло Бёлёни решил выпустить Эльякима на 88-й минуте вместо Милана Йовановича, чтобы усилить совместные с Данте оборонительные возможности на левом краю. В чемпионате Бельгии дебют игрока пришёлся на 21 декабря, когда в победном матче против «Гента» он появился на поле на 89-й минуте: Эльяким вышел вместо Вилфрида Дальма и занял правый фланг обороны, а игравший почти весь матч на этой позиции Режиналь Горо выдвинулся на позицию правого полузащитника.
До окончания сезона защитник принял участие ещё в 12 матчах своей команды, которая по итогам сезона бельгийского первенства стала чемпионом.
16 сентября 2009 года Эльяким Мангаля забил первый гол в своей профессиональной карьере, открыв счёт в матче Лиги чемпионов против лондонского «Арсенала».

### «Порту»
По окончании следующего сезона Мангаля, в котором «Стандард» стал вице-чемпионом и обладателем кубка, перешёл в португальский «Порту». Другим вариантом для перехода была "Валенсия". Свой первый матч в сезоне 2012/13 он сыграл в Суперкубке Португалии против «Академики» 11 августа 2012 года, проведя на поле 90 минут.

### «Манчестер Сити»
11 августа 2014 года Мангаля стал футболистом «Манчестер Сити», подписав с английским клубом 5-летний контракт и получив 20-й номер. По данным британских СМИ, сумма трансфера составила £32 млн. Свой дебютный матч Мангаля провел 21 сентября против «Челси», который завершился 1-1. 30 ноября Мангаля был удален с поля за две желтые карточки в матче против «Саутгемптона».

#### «Валенсия» (аренда)
31 августа 2016 года Мангаля на правах годичной аренды перешел в «Валенсию». Свою дебютный матч он провёл 11 сентября против «Реал Бетиса», который закончился победой гостей 2-3.

## Карьера в сборной
Обучаясь в бельгийских футбольных академиях, Мангаля не вызывался ни в одну из юношеских сборных Франции. В 18-летнем возрасте Эльяким имел контакты с представителями футбольной ассоциации Бельгии, которая рассматривала игрока в качестве кандидата в юношескую сборную страны (до 18 лет). Однако на тот момент Мангаля не имел бельгийского гражданства. Подписав контракт с льежским «Стандардом», футболист оказался на виду у французской федерации, а наставник молодёжной сборной Франции Эрик Момберт 30 октября 2009 года специально посетил матч Лиги Жюпиле между «Стандардом» и «Мускроном», в котором Мангаля играл на позиции опорного полузащитника. 5 ноября футболист получил официальное приглашение в молодёжную сборную и 13 ноября 2009 года дебютировал на «Стад де ла Ликон» в Амьене в товарищеском матче со сборной Туниса, закончившемся со счётом 1:1. Через четыре дня Эльяким должен был сыграть со словенцами в рамках отборочного турнира к молодёжному Евро-2011, но получил травму.
В следующий раз Момберт пригласил Мангаля на товарищеские матчи с Хорватией 2 марта 2010 года и Аргентиной 20 мая, в которых защитник отыграл по 90 минут в паре с Мамаду Сако. 12 августа Эльяким дебютировал в отборочном турнире молодёжного Евро-2011 против бельгийцев, а 3 сентября сыграл с украинцами, которые в итоге заняли 1-е место в отборочной группе 8. Французы же, оказавшись на 3-м месте, не квалифицировались в основной турнир.
В следующем отборочном цикле — к молодёжному Евро-2013 — Мангаля принял участие во всех 8-ми играх группы 9, где забил два гола — сборным Латвии и Словакии. В итоге французы заняли 1-е место в группе, победив в 7-ми матчах. Однако в стыковых играх с Норвегией потерпели поражение по сумме двух встреч (домашняя победа 12 октября 2012 года 1:0 и выездное поражение 16 октября 3:5) и снова не попали в основной турнир. Мангаля сыграл в обоих поединках в паре с Рафаэлем Вараном. Игры с Норвегией стали для него последними в молодёжной сборной.
В основной сборной Франции Мангаля дебютировал 5 июня 2013 года в товарищеском матче с уругвайцами, проходившем на «Эстадио Сентенарио» в Монтевидео. Он вышел на поле с первых минут под 13-м номером, составив пару центральных защитников с Лораном Косельни. Дебют получился не совсем удачным: Франция впервые за 47 лет проиграла Уругваю, а единственный гол уругвайский нападающий «Ливерпуля» Луис Суарес забил, обыграв в штрафной Эльякима. Следующую товарищескую встречу 9 июня 2013 года со сборной Бразилии Мангаля провёл на скамейке запасных — наставник французов Дидье Дешам предпочёл использовать в этом матче пару центральных защитников Мамаду Сако-Адиль Рами. Эта встреча тоже закончилась для французов неудачно — поражением 0:3. 14 августа защитник также был в заявке на товарищеский матч со сборной Бельгии, но на замену так и не вышел.
Мангаля дважды вызывался в сборную на игры отборочного турнира Чемпионата мира-2014 против Грузии 6 сентября и Беларуси 10 сентября 2013 года, но на поле не выходил. В следующий раз Дидье Дешам пригласил Эльякима на товарищескую игру с голландцами, состоявшуюся 5 марта 2014 года на «Стад де Франс» в Сен-Дени. Защитнику было доверено выйти на поле с первых минут в паре с Рафаэлем Вараном. Матч закончился победой французов со счётом 2:0, а Мангаля сыграл все 90 минут.
13 мая 2014 года Дидье Дешам огласил заявку сборной для участия в основном турнире Чемпионата мира в Бразилии, в которую были включены четыре центральных защитника: Варан, Сако, Косельни и Мангаля.

## Статистика выступлений

### Клубная
| Выступление      | Выступление      | Выступление      | Лига | Лига | Кубки | Кубки | Еврокубки | Еврокубки | Остальные | Остальные | Итого | Итого |
| Клуб             | Лига             | Сезон            | Игры | Голы | Игры  | Голы  | Игры      | Голы      | Игры      | Голы      | Игры  | Голы  |
| ---------------- | ---------------- | ---------------- | ---- | ---- | ----- | ----- | --------- | --------- | --------- | --------- | ----- | ----- |
| Стандард         | Про-лига         | 2008/09          | 11   | 0    | 0     | 0     | 3         | 0         | 0         | 0         | 14    | 0     |
| Стандард         | Про-лига         | 2009/10          | 31   | 1    | 3     | 0     | 11        | 1         | 1         | 0         | 46    | 2     |
| Стандард         | Про-лига         | 2010/11          | 35   | 1    | 5     | 1     | 0         | 0         | 0         | 0         | 40    | 2     |
| Стандард         | Итого            | Итого            | 77   | 2    | 8     | 1     | 14        | 1         | 1         | 0         | 100   | 4     |
| Порту            | Примейра Лига    | 2011/12          | 7    | 0    | 5     | 1     | 2         | 0         | 0         | 0         | 14    | 1     |
| Порту            | Примейра Лига    | 2012/13          | 23   | 4    | 7     | 3     | 8         | 0         | 1         | 0         | 39    | 7     |
| Порту            | Примейра Лига    | 2013/14          | 21   | 2    | 8     | 0     | 12        | 3         | 1         | 0         | 42    | 5     |
| Порту            | Итого            | Итого            | 51   | 6    | 20    | 4     | 22        | 3         | 2         | 0         | 95    | 13    |
| Манчестер Сити   | Премьер-лига     | 2014/15          | 25   | 0    | 3     | 0     | 3         | 0         | 0         | 0         | 31    | 0     |
| Манчестер Сити   | Премьер-лига     | 2015/16          | 23   | 0    | 3     | 0     | 7         | 0         | 0         | 0         | 33    | 0     |
| Манчестер Сити   | Премьер-лига     | 2017/18          | 9    | 0    | 4     | 0     | 2         | 0         | 0         | 0         | 15    | 0     |
| Манчестер Сити   | Итого            | Итого            | 57   | 0    | 10    | 0     | 12        | 0         | 0         | 0         | 79    | 0     |
| → Валенсия       | Примера          | 2016/17          | 30   | 0    | 3     | 0     | 0         | 0         | 0         | 0         | 33    | 0     |
| → Валенсия       | Итого            | Итого            | 30   | 0    | 3     | 0     | 0         | 0         | 0         | 0         | 33    | 0     |
| → Эвертон        | Премьер-лига     | 2017/18          | 2    | 0    | 0     | 0     | 0         | 0         | 0         | 0         | 2     | 0     |
| → Эвертон        | Итого            | Итого            | 2    | 0    | 0     | 0     | 0         | 0         | 0         | 0         | 2     | 0     |
| Всего за карьеру | Всего за карьеру | Всего за карьеру | 217  | 8    | 41    | 5     | 48        | 4         | 3         | 0         | 309   | 17    |

### В сборной
| Матчи и голы Мангаля за сборную Франии | Матчи и голы Мангаля за сборную Франии | Матчи и голы Мангаля за сборную Франии | Матчи и голы Мангаля за сборную Франии | Матчи и голы Мангаля за сборную Франии | Матчи и голы Мангаля за сборную Франии |
| №                                      | Дата                                   | Оппонент                               | Счёт                                   | Голы                                   | Соревнование                           |
| -------------------------------------- | -------------------------------------- | -------------------------------------- | -------------------------------------- | -------------------------------------- | -------------------------------------- |
| 1                                      | 5 июня 2013                            | Уругвай                                | 0:1                                    | −                                      | Товарищеский матч                      |
| 2                                      | 6 марта 2014                           | Нидерланды                             | 2:0                                    | −                                      | Товарищеский матч                      |
| 3                                      | 1 июня 2014                            | Парагвай                               | 1:1                                    | −                                      | Товарищеский матч                      |
| 4                                      | 11 октября 2014                        | Португалия                             | 2:1                                    | −                                      | Товарищеский матч                      |
| 5                                      | 18 ноября 2014                         | Швеция                                 | 1:0                                    | −                                      | Товарищеский матч                      |
| 6                                      | 7 сентября 2015                        | Сербия                                 | 2:1                                    | −                                      | Товарищеский матч                      |
| 7                                      | 11 октября 2015                        | Дания                                  | 2:1                                    | −                                      | Товарищеский матч                      |
| 8                                      | 3 июля 2016                            | Исландия                               | 5:2                                    | −                                      | Финальные матчи ЧЕ 2016                |

Итого: 8 матчей / 0 голов; 6 побед, 1 ничья, 1 поражение.

## Достижения

### Командные
«Стандард»
- Чемпион Бельгии: 2008/09
- Обладатель Кубка Бельгии: 2010/11
- Обладатель Суперкубка Бельгии: 2009

«Порту»
- Чемпион Португалии (2): 2011/12, 2012/13
- Обладатель Суперкубка Португалии (2): 2012, 2013

Сборная Франции
- Финалист чемпионата Европы: 2016